# Entomacrodus epalzeocheilos
Entomacrodus epalzeocheilos är en fiskart som först beskrevs av Pieter Bleeker, 1859.  Entomacrodus epalzeocheilos ingår i släktet Entomacrodus och familjen Blenniidae. Inga underarter finns listade i Catalogue of Life.